# Rhytiphora neglectus
Rhytiphora neglectus är en skalbaggsart som först beskrevs av Francis Polkinghorne Pascoe 1863.  Rhytiphora neglectus ingår i släktet Rhytiphora och familjen långhorningar. Inga underarter finns listade i Catalogue of Life.